# Marouane Chamakh
Marouane Chamakh (en árabe مروان شماخ; Tonneins, Francia, 10 de enero de 1984) es un exfutbolista marroquí. Jugaba de delantero y su último equipo fue el Cardiff City de la  Championship. Fue internacional absoluto por Marruecos, con quien ha disputado siete Copas de África.

## Trayectoria

### Girondins de Burdeos

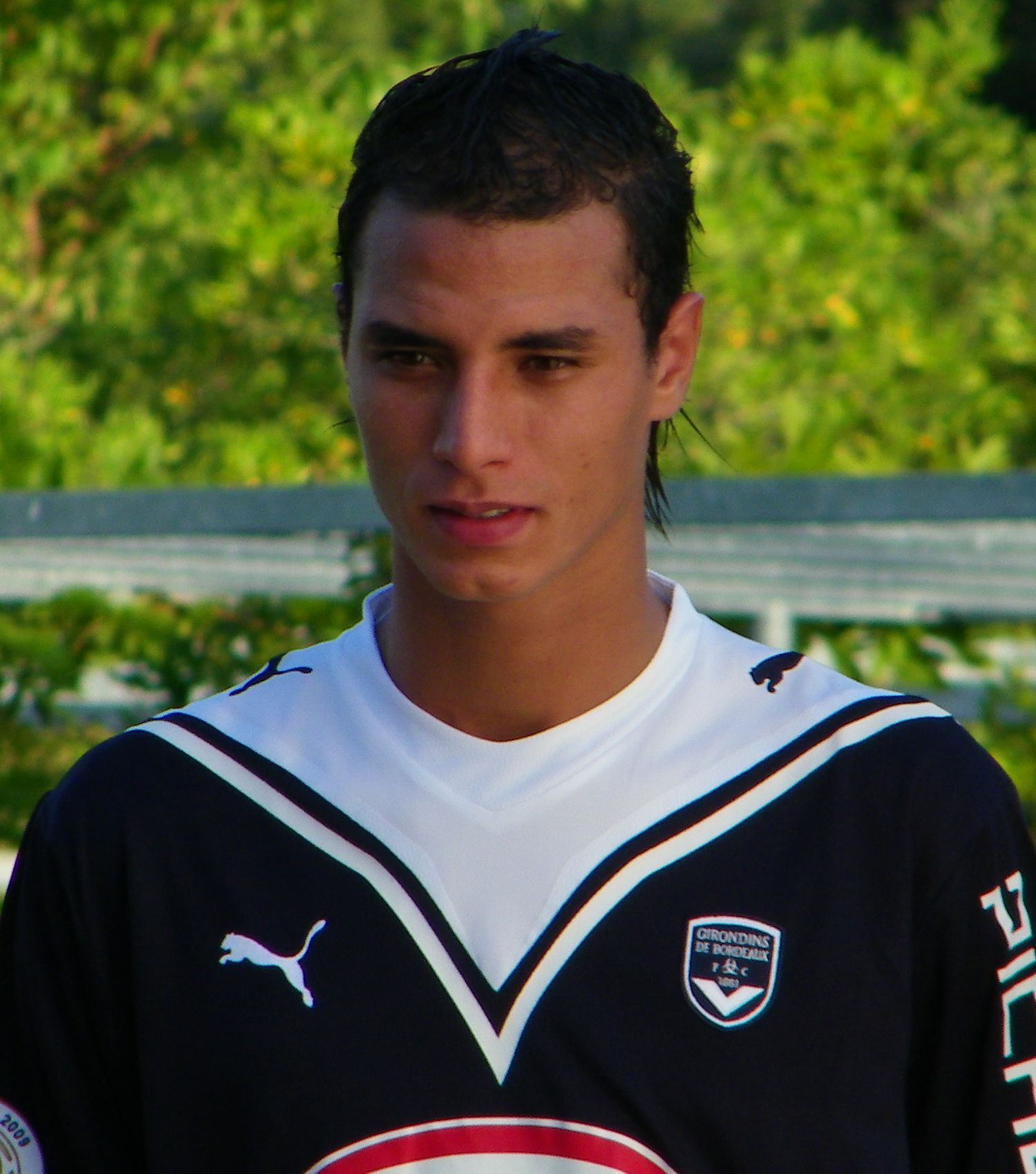

Realizó parte de su escolaridad en Nérac, entre el fútbol y sus estudios. Fue descubierto por el Girondins de Burdeos con 16 años, edad con la que entró en los centros de formación del Girondins.
Después de un año en el CFA 2 (con 17 partidos y 6 goles), se unió en su segunda temporada al equipo reserva del Girondins, y durante la temporada 2002-2003, con 19 años,  realizó sus primeros pasos en el primer equipo, debutando el 19 de enero de 2003 en un partido de la Copa de la Liga contra el FC Metz. Su debut en la Ligue 1 fue el 8 de febrero de 2003 contra el SC Bastia.
Tras la clasificación de Marruecos para la fase final de la CAN de 2008, Chamakh amplió su contrato con el Girondins de Burdeos hasta junio de 2007.
En el partido inaugural de la temporada 2008-09, la Supercopa de Francia, se enfrenta el Girondins al Olympique de Lyon, adjudicándose Chamakh el primer título de la temporada al vencer 5-4 en los penaltis tras llegar al final de la prórroga con 0-0 en el marcador. Marouane hizo un completo partido, pese a que no anotó, pero fue votado mejor jugador de la final. En esa misma campaña, Chamakh logra su segunda Copa de la Liga de Francia al ganar al modesto Vannes OC por 4-0.
Finalmente, y tras una apurada recta final con el Olympique Marseille, el Girondins de Burdeos logró su sexto título de liga, el primero para el internacional marroquí desde que ingresó en el Girondins. Además, mejoró los 10 tantos que logró en la campaña 2003-04, ya que en la 2008-09 anotó 13 goles.

### Arsenal
El 5 de mayo de 2010 reconoció su fichaje por el Arsenal (Traspaso libre), a partir de la temporada 2010/11, anotando en su debut contra el AC Milan en la Copa Emirates.
Hizo su debut en la Premier League el 15 de agosto, en el empate 1-1 del Arsenal con el Liverpool.
Chamakh anotó su primer gol en la liga Premier tras un córner que conectó de cabeza contra el Blackpool Football Club.
En su cuarto partidos, Chamakh anotó el segundo gol del equipo frente al Bolton Wanderers en la victoria 4-1.
El 15 de septiembre, en su primer partido de Liga de Campeones de la UEFA anotó el tercer gol en la victoria por 6-0 contra el club portugués Sporting Braga. Dos semanas más tarde, Chamakh anotó su segundo gol en la liga de Campeones con Arsenal contra el conjunto serbio FK Partizan.
Chamakh continuó su forma sólida, marcando el gol de la victoria en la victoria 2-1 sobre el Birmingham City.
Tres días más tarde, anotó su octavo gol en nueve partidos de la Liga de Campeones contra; el Club ucraniano Shakhtar Donetsk
en el triunfo del Arsenal por 5-1.
El 10 de noviembre, Chamakh anotó los dos goles en la victoria de mitad de semana contra Wolverhampton Wanderers
El 20 de noviembre, Chamakh anotó un gol en la derrota 3-2 contra el Tottenham Hotspur en el derbi del norte de Londres.
Una semana más tarde volvería a marcar, esta vez en la victoria 4-2 sobre Aston Villa.
Con el inicio del año 2011 Chamakh ha perdido cierto protagonismo en el Arsenal, en comparación con el que tenía a comienzo de la temporada. El 2 de marzo, en la repetición contra el Leyton Orient, Chamakh anotó su primer gol en el año 2011 (desde noviembre del 2010 que Chamakh no anotaba) en la victoria por 5-0.

### West Ham United
En la campaña 2011/12, Chamakh fue relegado al banquillo tras la vuelta de Robin van Persie y Nicklas Bendtner y, pese a la sonada marcha del primero al Mánchester United, los fichajes de Lukas Podolski y Olivier Giroud para reforzar la delantera provocaron que el marroquí tenga muy pocas oportunidades de jugar. El 4 de enero de 2013, fue cedido al West Ham United, después de disputar solamente cuatro partidos (ninguno en liga) en la primera mitad de la temporada 2012/13.

### Crystal Palace
Para la temporada 2013/14 su traspaso al Crystal Palace se hace oficial a coste 0€, llega con grandes oportunidades a este club ya que ha prometido volver a su mejor nivel. En su 2º partido ya anota su primero gol con la camiseta de su nuevo club. Se convierte en una pieza clave para la salvación y la gran temporada del equipo de Tony Pullis. Anotando 6 goles y participando en varias jugadas de gol. A final de año, el Crystal Palace lo renueva por dos años tras su gran temporada en la que volvió a un excelente nivel el cual le permitió, además, volver a ser convocado por la selección de Marruecos. Para la temporada 2014/2015 y en un buen momento, Chamakh empieza con grandes actuaciones como contra el Arsenal(donde fue jugador del partido a pesar de la derrota por 2-1 con un gol de Aaron Ramsey al 92), contra el West Ham donde es autor del único gol en la derrota de su equipo 1-3 frente a los 'Hammers' y también hace una buena participación en el empate a 3 contra el Newcastle United, con 3 goles del galés Dwight Gayle.

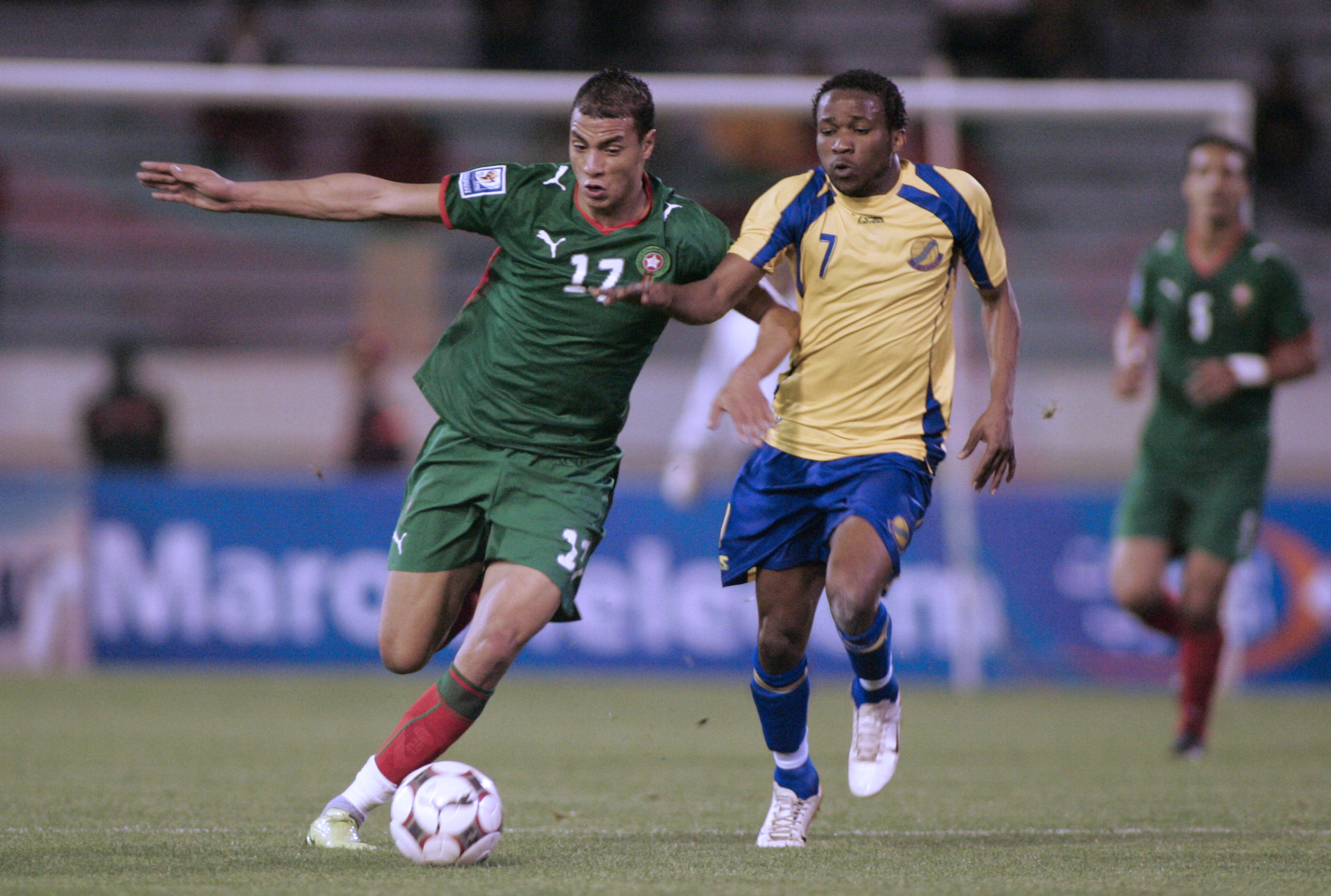
Chamakh disputando un balón con Stephane Nguema de Gabón, durante un partido con la selección marroquí.

El 13 de junio de 2016 queda libre del equipo debido a las constantes lesiones y poca participación que tuvo.

### Cardiff City
El 11 de octubre de 2016 se anunciaba su fichaje por el Cardiff City,
El 5 de noviembre en una nueva fecha de la Championship logra, lo que sería su única asistencia en Cardiff frente al Newcastle
El 1 de julio de 2017, se quedó sin equipo.

## Selección nacional
Chamakh eligió representar a Marruecos, al ser sus padres inmigrantes marroquíes, en vez de jugar con la selección francesa. El 8 de junio de 2003 hizo su debut con los Leones del Atlas en un partido frente a Sierra Leona, correspondiente a la clasificación para la Copa Africana de Naciones.
Su momento más importante con la selección marroquí tuvo lugar en la Copa Africana de Naciones 2004, en la que los Leones del Atlas llegaron a la final del campeonato. Marruecos cayó frente a Túnez por 2-1 en el Estadio 7 de noviembre de Radès, el 14 de febrero de 2004 con Chamakh en el terreno de juego.

### Vida personal
Actualmente está casado con la modelo Rosely Prieto con la cual tiene una hija llamada Kamilah de 1 año de edad

## Palmarés

### Campeonatos nacionales
| Título               | Club                 | País    | Año  |
| -------------------- | -------------------- | ------- | ---- |
| Copa de la Liga      | Girondins de Burdeos | Francia | 2007 |
| Supercopa de Francia | Girondins de Burdeos | Francia | 2008 |
| Copa de la Liga      | Girondins de Burdeos | Francia | 2009 |
| Supercopa de Francia | Girondins de Burdeos | Francia | 2009 |
| Ligue 1              | Girondins de Burdeos | Francia | 2009 |

## Estadísticas

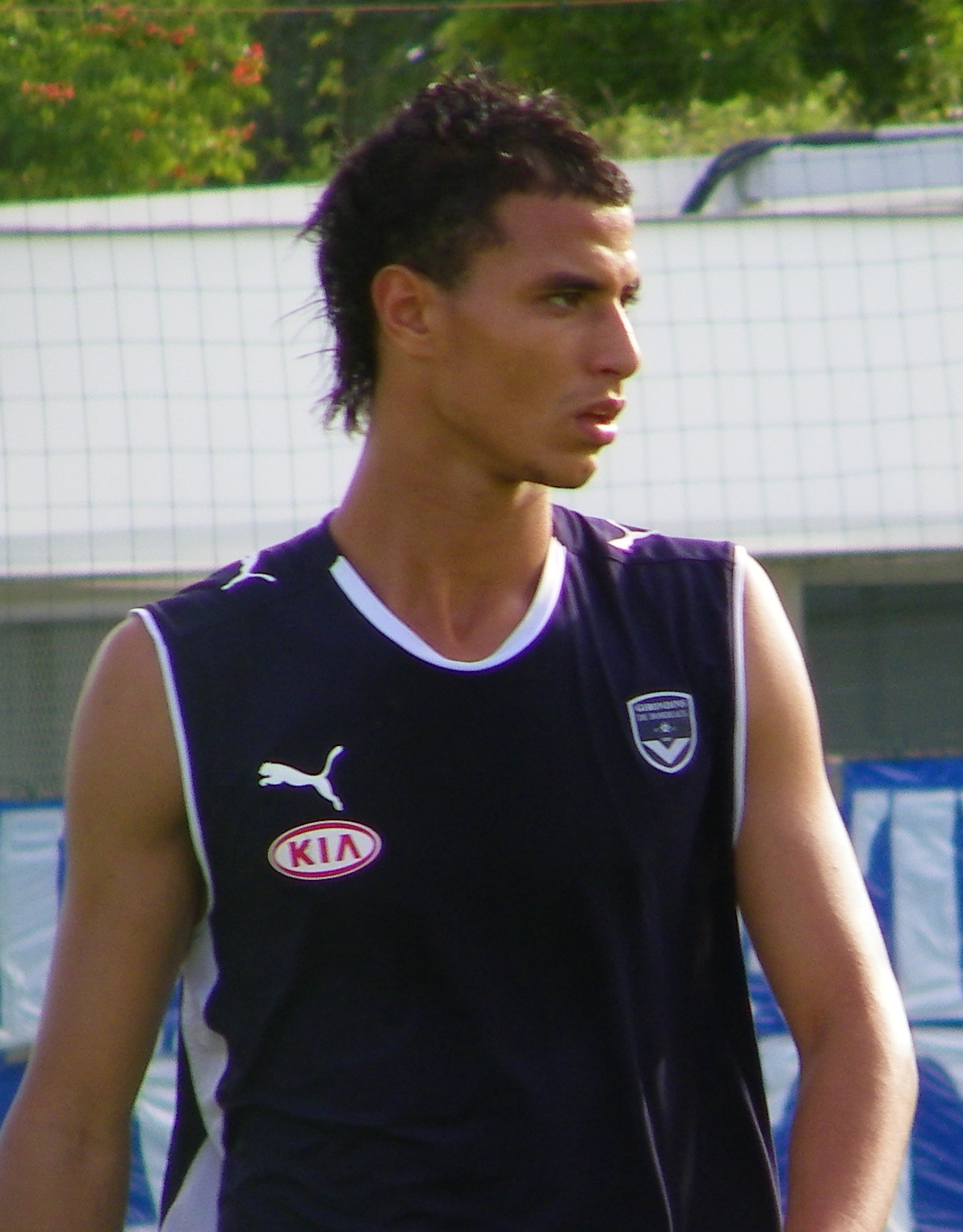

Estadísticas actualizadas al 11 de diciembre de 2012.
| Club                                | Temporada           | Liga     | Liga  | Copas Nac. | Copas Nac. | Copas Inter. | Copas Inter. | Total    | Total |
| Club                                | Temporada           | Partidos | Goles | Partidos   | Goles      | Partidos     | Goles        | Partidos | Goles |
| ----------------------------------- | ------------------- | -------- | ----- | ---------- | ---------- | ------------ | ------------ | -------- | ----- |
| Burdeos Francia                     | 2002-03             | 10       | 1     | 4          | 0          | 0            | 0            | 14       | 1     |
| Burdeos Francia                     | 2003-04             | 25       | 6     | 2          | 0          | 8            | 4            | 35       | 10    |
| Burdeos Francia                     | 2004-05             | 33       | 10    | 3          | 1          | -            | -            | 36       | 11    |
| Burdeos Francia                     | 2005-06             | 29       | 7     | 2          | 0          | -            | -            | 31       | 7     |
| Burdeos Francia                     | 2006-07             | 29       | 5     | 7          | 2          | 6            | 0            | 42       | 7     |
| Burdeos Francia                     | 2007-08             | 32       | 4     | 5          | 0          | 7            | 4            | 44       | 8     |
| Burdeos Francia                     | 2008-09             | 34       | 13    | 5          | 0          | 8            | 1            | 47       | 14    |
| Burdeos Francia                     | 2009-10             | 38       | 10    | 5          | 1          | 9            | 5            | 52       | 16    |
| Burdeos Francia                     | Total               | 230      | 56    | 33         | 4          | 38           | 14           | 301      | 74    |
| Arsenal Inglaterra                  | 2010/11             | 29       | 7     | 9          | 1          | 6            | 3            | 44       | 11    |
| Arsenal Inglaterra                  | 2011/12             | 11       | 1     | 3          | 0          | 5            | 0            | 19       | 1     |
| Arsenal Inglaterra                  | 2012/13             | 3        | 0     | 3          | 2          | 1            | 0            | 4        | 2     |
| Arsenal Inglaterra                  | Total               | 55       | 13    | 17         | 3          | 12           | 3            | 67       | 14    |
| West Ham United (cedido) Inglaterra | 2012/13             | 3        | 0     | —          | —          | —            | —            | 3        | 0     |
| West Ham United (cedido) Inglaterra | Total               | 3        | 0     | 0          | 0          | 0            | 0            | 3        | 0     |
| Crystal Palace Inglaterra           | 2013/14             | 32       | 5     | 2          | 1          | 0            | 0            | 34       | 6     |
| Crystal Palace Inglaterra           | 2014/15             | 18       | 2     | 2          | 2          | 0            | 0            | 20       | 4     |
| Crystal Palace Inglaterra           | 2015/16             | 10       | 0     | 2          | 0          | 0            | 0            | 12       | 0     |
| Crystal Palace Inglaterra           | Total               | 60       | 7     | 6          | 3          | 0            | 0            | 66       | 10    |
| Cardiff City Gales                  | 2016/17             | 2        | 0     | 0          | 0          | 0            | 0            | 2        | 0     |
| Total en su carrera                 | Total en su carrera | 335      | 71    | 52         | 10         | 50           | 19           | 440      | 100   |